# Hans von Blixen-Finecke senior
Hans Gustaf von Blixen-Finecke (* 25. Juli 1886 im Schloss Näsbyholm bei Trelleborg; † 26. September 1917 in Malmslätt, Linköping) war ein schwedischer Dressurreiter und Jagdflieger. Er war der Vater von Hans von Blixen-Finecke junior und Zwillingsbruder von Bror von Blixen-Finecke.
Blixen-Finecke war Leutnant im Dragoner-Regiment von Schonen. Bei den Olympischen Spielen 1912 in Stockholm gewann er mit seinem Pferd Maggie die Bronzemedaille im Dressur-Einzelwettbewerb. 1915 nahm er Flugunterricht und erhielt als 23. Schwede das Flugdiplom des Königlich Schwedischen Aeroclubs. Er kam ums Leben, als sein Aufklärungsflugzeug in der Luft in Brand geriet und abstürzte.